# Francis Harper (Biologe)
Francis Harper (* 17. November 1886 in Southbridge, Massachusetts; † 17. November 1972 in Chapel Hill, North Carolina) war ein US-amerikanischer Biologe. Sein botanisches Autorenkürzel lautet „F.Harper“.

## Leben
Harper war bereits als Jugendlicher ein begeisterter und vielseitiger Naturforscher. 1914 erlangte er den Bachelor of Science an der Cornell University und nahm als Zoologe an einer Forschungsexkursion des Geological Survey of Canada in die Regionen des Athabascasees und des Großen Sklavensees teil. Diese Expedition, geleitet von Charles Camsell, begann am 18. Mai 1914 in Athabasca Landing und endete am 10. Oktober desselben Jahres. Der Großteil des Monats Juni wurde am Athabascasee verbracht, während im Juli und August Erhebungen im bislang unkartierten Gebiet um den Tazin River und den Taltson River stattfanden, dessen biologische Vielfalt zu diesem Zeitpunkt unbekannt war. Harper dokumentierte die Flora und Fauna, einschließlich Pflanzen, Fische, Amphibien, Reptilien, Vögel und Säugetiere, die er während der Expedition beobachtete.
Nach seinem Dienst als Nagetierbekämpfer in Frankreich am Ende des Ersten Weltkriegs kehrte Harper 1920 in das Athabasca-Gebiet zurück, wo er von Anfang April bis Anfang November zusammen mit Hamilton Laing und J. A. Loring im Einsatz war. Während der Expedition, die unter der Schirmherrschaft des United States Biological Survey stand, wurde eine umfangreiche Sammlung von Wirbeltieren angelegt, darunter 1200 Vogel- und 350 Säugetierproben. Der größte Teil der Forschungsarbeit fand entlang des Athabasca River unterhalb von Fort McMurray, im Athabasca-Delta und in östlicher Richtung entlang des Nordufers des Athabascasees in Richtung des Fond du Lac River statt. Zwischen 1919 und 1932 veröffentlichte Harper eine Reihe von Fachartikeln über Pflanzen, Fische, Reptilien und Amphibien, Säugetiere sowie physiografische und faunistische Regionen im Gebiet zwischen dem Athabascasee und dem Großen Sklavensee, die auf seinen Feldforschungen von 1914 und 1920 basierten.
Harpers Veröffentlichungen über ein breites Spektrum von Taxa veranschaulichen die Bandbreite seiner Kompetenz als Naturforscher und seine Effizienz als Feldsammler. Er hatte auch den Ruf eines fachlich exzellenten Autors und Herausgebers. Alexander Wetmore, damals Sekretär der Smithsonian Institution, würdigte Harper als „den einzigen amerikanischen Zoologen, der zu schreiben versteht“.
Nach der zweiten Expedition in die Athabasca-Region im Jahr 1920 unternahm Harper bis 1947 keine weiteren Reisen mehr in den Norden. In dieser Zeit heiratete er, übernahm die Verantwortung für die Erziehung seiner vier Kinder und widmete sich zunächst dem Graduiertenstudium sowie verschiedenen zeitlich begrenzten Tätigkeiten, die durch Stipendien und Fördermittel unterstützt wurden. Die Ergebnisse seiner Feldforschung aus dem Jahr 1914 dienten als Grundlage für seine Dissertation mit dem Titel A faunal reconnaissance in the Athabaska and Great Slave Lakes region, für die er 1925 an der Cornell University promovierte.
Zu den Organisationen, die ihn zwischen 1920 und 1947 entweder beschäftigten oder unterstützten, gehörten das New York State Museum, die Boston Society of Natural History, Biological Abstracts, das American Committee for Wildlife Protection, der Penrose Fund und die American Philosophical Society.
Harpers Feldforschung in südlicheren Breiten konzentrierte sich auf den Nordosten der Vereinigten Staaten, einschließlich der Adirondack Mountains im Bundesstaat New York und des Mount Katahdin in Maine, sowie auf die Okefenokee-Sumpfregion im Südosten Georgias und im Nordosten Floridas. Er veröffentlichte zahlreiche Arbeiten über die Wirbeltiere dieser beiden Regionen und schloss 1945 sein Werk Extinct and Vanishing Mammals of the Old World ab. Zu verschiedenen Zeiten beschäftigte er sich mit der Folklore des Okefenokee-Sumpfes und setzte sich aktiv für den Schutz dieser Region ein. Harper galt auch als der führende Experte für die beiden amerikanischen Naturforscher des 18. Jahrhunderts, John und William Bartram. Er gab zwei lange Abhandlungen über die Bartrams heraus und veröffentlichte 1958 eine kommentierte Ausgabe von The Travels of William Bartram. 
1947 führte er im Alter von 61 Jahren eine sechsmonatige biologische Erkundung des Nueltin Lake im südlichen Keewatin-Distrikt durch. Die Expedition wurde vom United States Office of Naval Research unterstützt, wobei die Mittel durch das Arctic Institute of North America verwaltet wurden. Im Gegensatz zu 1920, als er mit einem Kanu und einer Schaufel unterwegs war, erreichte Harper den Nueltin Lake mit einem gecharterten Flugzeug. Während seiner Forschungsarbeit an der Mündung des Windy River am nordwestlichen Ende des Nueltin Lake, lernte Harper den Zoologiestudenten Farley Mowat von der University of Toronto kennen, der 1963 mit seinem Tatsachenroman Never Cry Wolf (deutsch: Sommer mit Wölfen) große Popularität erlangte.
Harper initiierte umgehend die Sammlung von Proben und biologischen Daten über Weichtiere, Spinnentiere, Fische, Vögel, Säugetiere, Ektoparasiten dieser Tiere sowie Moose und Gefäßpflanzen. Während des Großteils seines Aufenthalts hielt sich Harper in der Nähe des Windy River Camps auf und führte seine Feldstudien bis zu seinem Abflug am 4. Dezember 1947 fort.
Die Beziehung zwischen Mowat und Harper war von Spannungen geprägt, was am 7. Juli 1947 zur Entlassung Mowats von der Expedition führte. Dokumente aus den Harper-Papieren an der University of Kansas legen nahe, dass gegensätzliche Erwartungen hinsichtlich der Aufgabenverteilung sowie die starken Persönlichkeiten beider Männer maßgeblich zu ihrer Trennung und Mowats Abberufung beitrugen.
Mowat und Harper hatten im Frühjahr 1947 über einen Zeitraum von nur sechs Wochen miteinander über die Expedition korrespondiert und waren sich vor der Reise nicht begegnet.
Die Trennung zwischen Mowat und Harper war schwerwiegend und von Dauer. In den Publikationen beider Autoren über die Avifauna des Nueltin Lake wird nicht erwähnt, dass sie zuvor gemeinsam tätig waren. Zudem enthält Harpers Berichterstattung keine Hinweise darauf, dass er im Mai 1947 von Mowat zum Nueltin Lake begleitet wurde. Harper kehrte von diesem Gebiet mit umfangreichen naturkundlichen Material zurück, einschließlich Proben von über 800 Pflanzenarten, 117 Vogelarten und 113 Säugetierarten. Daten zu Spinnen, Weichtieren, Fischen, Moosen, Flechten und Gefäßpflanzen wurden von entsprechenden Fachleuten dokumentiert. Darüber hinaus verfasste Harper mindestens fünf wissenschaftliche Abhandlungen über die Wirbeltiere der Region, darunter Monografien zu Vögeln, Säugetieren und der Karibu-Unterart Rangifer tarandus groenlandicus.
Harper verfasste im Rahmen seiner ethnografischen Forschungen einen detaillierten Bericht über eine Gruppe von Padlimiut-Inuit, die in der Region des oberen Kazan River ansässig waren und am Windy River Handel betrieben. Die von ihm verfassten Manuskripte zu Säugetieren, Karibus und den Inuit wurden durch das University of Kansas Museum of Natural History publiziert, nachdem Harper eine Kooperation mit dem Museumsdirektor E. Raymond Hall aufgebaut hatte.
Nach seiner Rückkehr vom Nueltin Lake arbeitete Harper kurzzeitig mit dem E. N. Huyck Preserve in Rensselaerville, New York, zusammen. 1950 und 1951 wurde er durch ein Guggenheim-Stipendium sowie durch ein Stipendium der National Science Foundation unterstützt, was ihm ermöglichte, Berichte im Zusammenhang mit seiner Feldforschung am Nueltin Lake zu verfassen. Seine letzte Reise in den Norden unternahm Harper 1953, um in der zentralen Ungava Bay zu forschen. Diese Expedition wurde durch das Office of Naval Research (wiederum verwaltet durch das Arctic Institute of North America) und das United States Department of the Army finanziert.
Die Forschungsreisen von Harper in die Region Ungava umfassten verschiedene geografische Punkte zwischen 3° und 57° nördlicher Breite, wobei der Schwerpunkt seiner Feldstudien innerhalb eines Radius von 20 km um den Knob Lake, nahe der Grenze zwischen der Provinz Québec und der Labrador-Halbinsel auf 54°50'N, lag. Während eines viermonatigen Aufenthalts im Feld erfasste er Daten zu zahlreichen Organismengruppen. Seine Ergebnisse wurden in sechs wissenschaftlichen Artikeln veröffentlicht, darunter Untersuchungen zu Fischen, Vögeln, Säugetieren und den Innu, die größtenteils im Museum of Natural History der University of Kansas erschienen. Obwohl Harper nach 1953 nicht mehr in den Norden zurückkehrte, blieb sein Interesse an der Region bestehen, insbesondere hinsichtlich der Auswirkungen von Radiostrontium auf Karibus und indigene Völker. Im Jahr 1963 publizierte er den Artikel Caribou and Eskimos im IUCN Bulletin No. 6.
In seinen späteren Lebensjahren widmete sich Harper der Publikation der Resultate seiner Expeditionen zum Nueltin Lake und nach Ungava sowie der Herausgabe von Materialien über die Bartrams. Zudem dokumentierte er seine Beobachtungen zur Folklore der Okefenokee-Region. Gemeinsam mit H. M. Laing plante Harper, die Daten zu den Vögeln des Athabasca-Gebiets aus dem Jahr 1920 zu revidieren, jedoch 45 Jahre nach der entsprechenden Reise. Das Ausmaß des Vorhabens stellte sich als schwierige Aufgabe heraus, da während der Expedition eine erhebliche Menge an Material gesammelt wurde, darunter mindestens 670 Seiten an Feldnotizen von Harper. Aufgrund fehlender finanzieller Mittel, um die Auswertung der Ergebnisse zu unterstützen, blieb das Projekt unvollständig. Das Teilmanuskript ging später verloren und wurde nie veröffentlicht.
1916 beschrieb Harper zusammen mit Robert Cushman Murphy den Breitschnabel-Lummensturmvogel (Pelecanoides georgicus).